# Merrily We Roll Along
Merrily We Roll Along  é um futuro filme americano de comédia musical sobre o amadurecimento escrito e dirigido por Richard Linklater baseado no musical de mesmo nome de Stephen Sondheim e George Furth, que por sua vez é adaptado da peça de 1934 de George S. Kaufman e Moss Hart com o mesmo nome.

## Premissa
O talentoso compositor da Broadway, Franklin Shepard, abandona seus amigos e sua carreira para se tornar um produtor de Hollywood. Contada ao longo de 20 anos, de 1957 a 1976, em ordem cronológica inversa.

## Elenco
- Paul Mescal como Franklin Shepard
- Beanie Feldstein como Mary Flynn
- Ben Platt como Charley Kringas
- Hannah Cruz como Gussie Carnegie
- Mallory Bechtel

## Produção
Em 29 de agosto de 2019, a Blumhouse Productions adquiriu os direitos de fazer o filme Merrily We Roll Along, com Richard Linklater dirigindo o filme e produzindo junto com Ginger Sledge, Jason Blum e Jonathan Marc Sherman.  Ben Platt, Beanie Feldstein e Blake Jenner foram escalados como os protagonistas do filme. A produção do filme foi anunciada para acontecer a cada dois anos para refletir os personagens com mais de 20 anos, semelhante a como Boyhood (também escrito e dirigido por Linklater) foi filmado ao longo de 12 anos. O filme é baseado na última versão do livro musical de Sondheim, que foi adaptado por Linklater para o roteiro do filme.
Jenner saiu do filme em 2019 (após as filmagens da sequência "Our Time") após alegações de abuso doméstico feitas por sua ex-esposa Melissa Benoist. Paul Mescal assumiu o papel de Franklin Shepard seguindo em frente, e a sequência foi refilmada. Em fevereiro de 2024, Mallory Bechtel foi escalada para um papel não revelado. Em fevereiro de 2025, Hannah Cruz se juntou ao elenco como Gussie Carnegie.